# Великие князья Киевские
Киевские князья — правители Древнерусского государства и Киевского княжества. В период расцвета киевский престол считался наиболее престижным, и его занимали, как правило, те князья из династии Рюриковичей, которые признавались остальными князьями как старшие в лествичной системе престолонаследия. В конце XII века эта традиция ослабла — наиболее влиятельные князья Руси в большинстве случаев не занимали киевский престол лично, а сажали на него своих ставленников. Также, во второй половине XII века, в Киевской земле параллельно с рядом других русских княжеств шёл процесс оформления титула «великий князь», однако он был прерван монгольским нашествием и, в отличие от Северо-Восточной Руси, не сохранился.

## Терминология
Большинство современных авторов соглашаются с тем, что вопрос собственной титулатуры не слишком интересовал правителей Древнерусского государства на этапе его формирования. Древнерусские летописи, самые ранние из которых относятся к XII веку, также не уделяли титулу правителей государства большого значения, предпочитая, в большинстве случаев называть правивших в Киеве представителей Рюриковичей просто «князьями», таким образом, не отделяя их в этом вопросе ни от правивших в других городах представителей династии, ни от вождей местных племенных союзов. Хотя в текстах русско-византийских договоров X века по отношению к Олегу, Игорю и Святославу использовался титул «великий князь русский», сам титул «великий князь» в летописях регулярно появляется лишь с описания событий конца XII века. Что касается иностранных источников, то они по отношению к правителю Древнерусского государства использовали разные формы. Константин Багрянородный в своих сочинениях именует Игоря, а затем Ольгу «архонт (архонтисса) Росии». Этот же титул позднее использовали на своих печатях Ярослав Мудрый и Владимир Мономах. В западных источниках — король (регис), в арабских — каган (хакан), малик. Титул «каган» также встречается в древнерусских источниках. Ряд историков считает, что именно этот титул использовался правителями Древнерусского государства в качестве самоопределения до второй половины XI века. Начиная с середины XI века для определения княживших в Киеве Рюриковичей использовалась также приставка «всея Руси» (Князь всея Руси). В настоящий момент известно употребление этого термина по отношению к 6 представителям династии до монголо-татарского нашествия (Всеволоду Ярославичу, Владимиру Мономаху, Юрию Долгорукому, Ростиславу Мстиславичу или Мстиславу Изяславичу — имя правящего на тот момент в Киеве князя не названо, Мстиславу Романовичу Смоленскому и Роману Мстиславичу Галицко-Волынскому).
С середины XII века, с началом распада Древнерусского государства, значение киевского князя среди других древнерусских князей упало. Он пользовался лишь почётными привилегиями, а его престиж был во многом формальным. Для других князей он был равным среди всех. Он мог созывать князей на съезды по делам, касающимся всех древнерусских княжеств и председательствовал на них, возглавлял походы против общих врагов, но в управление уделами других князей не вмешивался, правя лишь своим Киевским княжеством, а иногда только городом Киевом, поскольку остальные столы княжества могли занимать князья других ветвей. Киевское княжество не имело собственной династии.
Появление титула «великий князь» относится ко второй половине XII века и связано с политическими реалиями распада Древнерусского государства, ростом амбиций отдельных родов Рюриковичей и необходимостью оформления многоступенчатой титулатуры. Попытки учреждения великокняжеского титула происходили параллельно сразу в нескольких землях Руси — киевской, черниговской, галицко-волынской, смоленской, владимиро-суздальской и, вероятно, новгородской (по другой оценке, только в киевской и владимиро-суздальской). После монголо-татарского нашествия, разорения Киева в 1240 году и его запустения, киевские князья во второй половине XIII века утратили звание великих (за владимирскими князьями данный титул сохранился, а на протяжении XIII—XV веков он стал использоваться и многими другими княжествами, имевшими в своём составе уделы: Рязанским, Тверским и др.).

## Список киевских князей
| Имя | Годы княжения         | Изображение | Комментарии |
| --- | --------------------- | ----------- | --- |
| Аскольд и Дир | 860/864—882           |             | Были киевскими князьями и основателями первого государства варягов на Днепре. Обосновались в Киеве, захватив власть над полянами, которые в это время платили дань хазарам. В «Повести временных лет» говорится, что в Киеве были свои князья, так как после смерти легендарных основателей города Кия, Щека и Хорива у полян княжили их потомки до 860/864 года, по тексту Аскольд и Дир были дружинниками новгородского князя Рюрика отпустившего их в поход на Царьград в 860/866 году. Оба погибли в 882 году когда на Киев напал Олег Вещий. |
| Олег Вещий | 882—912               |             | Был родственником или соплеменником легендарного основателя русского государства князя Рюрика, после смерти которого в 879 году стал княжить в Новгороде как опекун его малолетнего сына Игоря. В 882 году пришёл в Киев, убил тогдашних правителей города Аскольда и Дира, захватил его и объявил Киев «матерью городов русских», начал в нём править. Погиб в 912 году. В русско-византийском договоре 911 года, дошедшем в летописи, назван «великим князем русским». |
| Игорь Рюрикович | 912—945               |             | Сын князя Рюрика. В год смерти отца находился в младенческом возрасте, поэтому власть, как опекун, получил его родственник — Олег. Начал княжить после смерти Олега в 912 году. Убит в 945 году древлянами. |
| Ольга | 945—964               |             | Жена князя Игоря. Начала править после его смерти в 945 году в связи с малолетством их сына Святослава. Точное время, когда она передала власть сыну неизвестно. Последнее упоминание о ней как правительнице относится к 959 году (западноевропейская хроника Продолжателя Регинона). В том же источнике имеется косвенное указание, из которого можно заключить, что около 960 года власть перешла к Святославу. О первых самостоятельных шагах Святослава «Повесть временных лет» сообщает с 964 года. В сочинении «О церемониях» титул Ольги звучит как «игемон и архонтисса (правительница) росов». Хроника Продолжателя Регинона именует её «королевой Ругов». |
| Святослав Игоревич | 964—972               |             | Сын князя Игоря и княгини Ольги. В год смерти отца находился в младенческом возрасте, поэтому власть получила его мать. Год начала им самостоятельного княжения точно неизвестен. О первых самостоятельных шагах Святослава «Повесть временных лет» сообщает с 964 года Был убит печенегами в 972 году. |
| Ярополк Святославич | 972—978               |             | Сын Святослава Игоревича. Начал править в Киеве после смерти отца, в то время как его братья Олег и Владимир начали править у древлян и в Новгороде соответственно. В результате междоусобной войны с братьями в 977 году стал единоличным правителем Древнерусского государства, но уже в 978 году был убит вернувшимся на Русь Владимиром. |
| Владимир Святой | 978—1015              |             | Сын Святослава Игоревича. При отце был отправлен княжить в Новгороде. После убийства своего брата Ярополка в 978 году стал единоличным правителем Древнерусского государства со столицей в Киеве. Правил до своей смерти в 1015 году |
| Святополк Окаянный | 1015—1016             |             | Сын Владимира Святого. В момент смерти Владимира находился в Киеве под стражей, вышел на свободу и без особых затруднений вступил на престол. В ходе междоусобной войны убил братьев Бориса, Глеба и Святослава, но уже в 1016 году, после битвы под Любичем был изгнан из Киева своим братом новгородским князем Ярославом Владимировичем (Мудрым). |
| Ярослав Мудрый | 1016—1018             |             | Сын Владимира Святославича и полоцкой княжны Рогнеды Рогволодовны. В момент смерти отца княжил в Новгороде. В ходе междоусобной войны после битвы под Любичем в 1016 году изгнал из Киева своего брата Святополка и занял киевский княжеский стол. В 1018 году, после поражения в битве на Буге от своего брата Святополка и польского князя Болеслава, покинул Киев. |
| Святополк Окаянный (повторно) | 1018—1019             |             | После бегства из Киева в 1016 году отправился в Польшу, к своему тестю князю Болеславу I Храброму. В 1018 году совместно с ним совершил поход на Киев, в битве на Буге разбил войска своего брата Ярослава и вернул себе киевский престол. В том же году при поддержке горожан изгнал из Киева Болеслава. В 1019 году проиграл вернувшемуся с варяжским войском своему брату Ярославу битву на реке Альте и бежал из Киева. Дальнейшая его судьба туманна. |
| Ярослав Мудрый (повторно) | 1019—1054             |             | После бегства из Киева в 1018 году собрал в Новгороде варяжское войско, вернулся в 1019 году в Киев, разбил в битве на реке Альте своего брата Святополка, изгнал его и окончательно утвердился на киевском престоле. Правил до своей смерти в 1054 году. |
| Изяслав Ярославич | 1054—1068             |             | Сын Ярослава Мудрого. Начал княжить в Киеве после смерти отца по его воле. При этом его братья получили княжение в других городах: Святослав — в Чернигове, Всеволод — в Переяславле, Игорь — во Владимире, Вячеслав — в Смоленске. В 1067 году вместе с братьями Святославом и Всеволодом разбил полоцкого князя Всеслава Брячиславича в битве на Немиге, пленил его, привёз в Киев и посадил в земляную тюрьму. В следующем году, после поражения на реке Альте от половцев и возвращения в Киев, отказался по требованию горожан выдать им оружие и был свергнут народным восстанием, которое освободило из заключения полоцкого князя Всеслава и посадило его на княжеский престол в Киеве. |
| Всеслав Чародей | 1068—1069             |             | Единственный за всю историю представитель на киевском престоле полоцкой ветви Рюриковичей. Праправнук Рогволода, правнук Владимира Святославича и Рогнеды, сын Брячислава Изяславича. В 1067 году, будучи полоцким князем, после поражения в битве на Немиге, был пленён киевским князем Изяславом Ярославичем, привезён в Киев и посажен в земляную тюрьму. В 1068 году, после свержения Изяслава в результате народного восстания, был освобождён из заключения горожанами и посажен ими на княжеский престол в Киеве. В следующем году Изяслав, бежавший в Польшу к своему двоюродному брату князю Болеславу II, собрал войско и двинулся на Киев. Вышедший с киевским войском им навстречу Всеслав внезапно оставил свою армию и бежал. В 1071 году смог вернуть себе Полоцкое княжество и правил в нём до своей смерти в 1101 году. |
| Изяслав Ярославич (повторно) | 1069—1073             |             | После свержения киевлянами в 1068 году бежал в Польшу к своему двоюродному брату князю Болеславу II, собрал войско и двинулся на Киев. Вышедший с киевским войском им навстречу Всеслав внезапно оставил свою армию и бежал. Занявшие Киев братья Изяслава Святослав и Всеволод просили Изяслава не наказывать раскаявшихся киевлян, но он выслал вперёд своего сына Мстислава, который по прибытии в город казнил 70 наиболее активных горожан. В 1073 году поссорился со своими братьями черниговским князем Святославом и переяславским князем Всеволодом, был ими свергнут и бежал в Польшу, а затем в Германию. |
| Святослав Ярославич | 1073—1076             |             | Сын Ярослава Мудрого. После смерти отца в 1054 году по его воле получил Черниговское княжество. В 1073 году вместе с одним братом переяславским князем Всеволодом сверг и изгнал из Киева другого своего брата Изяслава, заняв киевский княжеский стол. Правил в Киеве до своей смерти в 1076 году. |
| Всеволод Ярославич | 1076—1077             |             | Сын Ярослава Мудрого. После смерти отца в 1054 году по его воле получил Переяславское княжество. В 1073 году вместе с одним братом черниговским князем Святославом сверг и изгнал из Киева другого своего брата Изяслава. При этом Святослав занял киевский престол, а Всеволод переехал на его место в Чернигов. Занял киевский княжеский престол после смерти своего брата Святослава в 1076 году, но уже через полгода уступил его двинувшемуся на Киев с поляками Изяславу, вернувшись в Чернигов. Первый известный из киевских князей носивший титул «князя всея Руси». |
| Изяслав Ярославич (в третий раз) | 1077—1078             |             | После изгнания из Киева в 1073 году братьями Святославом и Всеволодом искал поддержки в Польше, Германии и Риме, но не получил её. После смерти в 1076 году правившего в Киеве своего брата Святослава смог собрать войско в Польше и двинулся на Киев, но по пути заключил мир с занявшим киевский престол после Святослава Всеволодом, по которому киевское княжение вновь перешло к Изяславу, а Всеволод вернулся в Чернигов. В 1078 году вместе с Всеволодом участвовал в междоусобице против их племянников князей Олега Святославича и Бориса Вячеславича и погиб в битве на Нежатиной Ниве. |
| Всеволод Ярославич (повторно) | 1078—1093             |             | После гибели своего брата Изяслава в битве на Нежатиной Ниве в 1078 году повторно занял киевский престол. Правил до своей смерти в 1093 году. |
| Святополк Изяславич | 1093—1113             |             | Сын Изяслава Ярославича, племянник Всеволода Ярославича. На момент смерти отца в 1078 году княжил в Новгороде, а в 1088 году, при своём дяде Всеволоде Ярославовиче перешёл в Туров, где и правил до 1093 года. В момент смерти великого князя Всеволода рядом с ним находился его сын Владимир, который мог занять великокняжеский престол, но, не желая войны, добровольно уступил это право двоюродному брату Святополку. Правил до своей смерти в 1113 году. |
| Владимир Мономах | 1113—1125             |             | Сын Всеволода Ярославича, двоюродный брат Святополка Изяславича. Будучи черниговским князем на момент смерти отца в 1093 году находился в Киеве, мог занять великокняжеский престол, но, не желая войны, добровольно уступил это право двоюродному брату Святополку. В следующем году был изгнан из Чернигова другим своим двоюродным братом Олегом Святославичем и сел в Переяславле. После смерти Святополка Изяславича в 1113 году согласно лествичному праву великокняжеский престол должен был занять кто-то из сыновей Святослава Ярославича — Давыд или Олег, но поднявшие восстание киевляне призвали его на княжение. Правил до своей смерти в 1125 году. |
| Мстислав Великий | 1125—1132             |             | Сын Владимира Мономаха. На момент смерти отца был белгородским князем и без борьбы унаследовал великокняжеский престол, что не вызвало недовольства со стороны черниговских Святославичей. Правил до своей смерти в 1132 году. |
| Распад Киевской Руси на самостоятельные княжества наиболее часто датируется годом смерти Мстислава Великого, произошёл в 1132 году. Власть киевских князей перестали признавать другие русские княжества, а сам титул стал объектом борьбы между различными династическими и территориальными объединениями Рюриковичей. |                       |             | |
| Ярополк Владимирович | 1132—1139             |             | Сын Владимира Мономаха, брат Мстислава Великого. С 1114 года княжил в Переяславле. После смерти брата без борьбы унаследовал великокняжеский престол. Правил до своей смерти в 1139 году. |
| Вячеслав Владимирович | 1139                  |             | Сын Владимира Мономаха, брат Мстислава Великого. После вокняжения отца в Киеве в 1113 году был посажен в Смоленске. В 1127 году, в правление своего брата Мстислава — князь туровский. В 1132 году переведён братом Ярополком в Переяславль, но в 1134 году самостоятельно вернулся в Туров, изгнав оттуда своего племянника Изяслава. После смерти Ярополка в феврале 1139 года занял киевский престол, но уже через месяц был свергнут черниговским князем Всеволодом Ольговичем и вернулся в Туров. |
| Всеволод Ольгович | 1139—1146             |             | Представитель ветви Ольговичей династии Рюриковичей. Сын Олега Святославича, внук великого князя киевского Святослава Ярославича (1073—1076). С 1127 года княжил в Чернигове. В марте 1139 года, через месяц после смерти Ярополка Владимировича сверг в Киеве его брата Вячеслава и занял великокняжеский престол. Правил до своей смерти в 1146 году. |
| Игорь Ольгович | 1146                  |             | Представитель ветви Ольговичей династии Рюриковичей. Сын Олега Святославича, внук великого князя киевского Святослава Ярославича (1073—1076), брат Всеволода Ольговича. Занял великокняжеский престол после смерти Всеволода в 1146 году, но спустя две недели был свергнут переяславским князем Изяславом Мстиславичем, на сторону которого перешли киевляне. Четыре дня скрывался в болотах около Киева, но был схвачен, привезён в город и посажен в «поруб». После тяжёлой болезни освобождён и пострижен в монахи, но уже в следующем году убит разъярёнными киевлянами. |
| Изяслав Мстиславич | 1146—1149             |             | Представитель ветви Мстиславичей—Мономаховичей династии Рюриковичей. Сын Мстислава Великого. На момент смерти отца в 1132 году был князем полоцким, но вскоре был переведён княжить в Переяславль, а затем — в Туров, но уже в 1134 году был изгнан оттуда своим дядей Вячеславом. В 1135—42 годах княжил во Владимире-Волынском, а с 1142 года вновь княжил в Переяславле. Через две недели после смерти великого князя Всеволода Ольговича в 1146 году, при поддержке киевлян, сверг его брата Игоря Ольговича и занял великокняжеский престол. В ходе начавшейся междоусобной войны в 1149 году был разбит под Переяславлем своим дядей Юрием Долгоруким и потерял киевский престол. |
| Юрий Долгорукий | 1149—1150             |             | Сын Владимира Мономаха, брат Мстислава Великого и Вячеслава Владимировича. Ростово-суздальский князь на протяжении многих лет. В ходе начавшейся междоусобной войны в 1149 году разбил под Переяславлем своего племянника Изяслава Мстиславича и занял киевский престол. В 1150 году при известии о приближении к Киеву войска Изяслава бежал из города в городок Остерский. |
| Вячеслав Владимирович (повторно) | 1150                  |             | После свержения с киевского престола Всеволодом Ольговичем в 1139 году вернулся в Туров. В 1142—1143 годах вновь недолго княжил в Переяславле, а затем вновь вернулся в Туров. После смерти Всеволода в 1146 году в результате собственной неудачной политики потерял Туровское княжество, получив от своего племянника нового великого князя киевского Изяслава Мстиславича в удел городок Пересопницу на Волыни. В 1149 году объединился со своим братом Юрием Долгоруким и помог ему изгнать Изяслава из Киева. Юрий хотел уступить Киев Вячеславу, но бояре отговорили Долгорукого и Вячеслав сел в Вышгороде. Когда в 1150 году Изяслав собрал войско и вместе с чёрными клобуками двинулся на Киев, Юрий Долгорукий спешно бежал из города. Киевский княжеский престол занял Вячеслав, но при приходе Изяслава в Киев, видя поддержку горожан последнего, мирно согласился уступить ему и вернуться в Вышгород. |
| Изяслав Мстиславич (повторно) | 1150                  |             | В 1150 году собрал войско и вместе с чёрными клобуками двинулся на Киев. Юрий Долгорукий спешно бежал из города, а киевский княжеский престол занял Вячеслав Владимирович. По приходе в Киев, опираясь на поддержку киевлян, мирно убедил Вячеслава уступить и вернуться в Вышгород. В том же году, узнав что Юрий Долгорукий, объединившись с Давыдовичами и Ольговичами, пошёл на Киев с востока, а его союзник галицкий князь Владимир Володаревич — с запада, Изяслав призвал обратно в Киев дядю Вячеслава Владимировича из Вышгорода, признав его при этом старшим князем, а сам двинулся против галичских войск, надеясь разбить Юрия и его союзников по одному. Потерпел поражение в битве на реке Ольшанице, вернулся в Киев. Вскоре, при известии о приближении войск Юрия с востока, Изяслав бежал во Владимир, а Вячеслав — в Вышгород. |
| Юрий Долгорукий (повторно) | 1150—1151             |             | После бегства в городок Остерский, объединившись с Давыдовичами, Ольговичами и галицким князем Владимиром Володаревичем, начал наступление на Киев. После поражения Изяслава от галичских войск в битве на реке Ольшанице подступил со своим войском к Киеву с востока, вынудив бежать из города Изяслава и Вячеслава. Изяслав вскоре заручился поддержкой венгерского короля Геза II и вместе с посланным ему отрядом венгров в 1151 году вынудил бежать Юрия из Киева. |
| Изяслав Мстиславич (в третий раз, вместе с соправителем) | 1151—1154             |             | Бежав во Владимир, Изяслав вскоре смог заручиться поддержкой венгерского короля Геза II, получить от него отряд венгерских войск и с их помощью изгнал Юрия Долгорукого из Киева в городок Остерский. на следующий день после занятия Киева Изяслав призвал из Вышгорода своего дядю Вячеслава Владимировича к себе в соправители. Изяслав княжил в Киеве до своей смерти в ноябре 1154 года. После этого престол попытался занять черниговский князь Изяслав Давыдович, но Вячеслав не пустил его в Киев и призвал другого своего племянника — смоленского князя Ростислава Мстиславича, который также как и Изяслав признал его старшим соправителем. Однако спустя месяц Вячеслав скончался. |
| Вячеслав Владимирович (в третий раз, как соправитель) | 1151—1154             |             | Бежав во Владимир, Изяслав вскоре смог заручиться поддержкой венгерского короля Геза II, получить от него отряд венгерских войск и с их помощью изгнал Юрия Долгорукого из Киева в городок Остерский. на следующий день после занятия Киева Изяслав призвал из Вышгорода своего дядю Вячеслава Владимировича к себе в соправители. Изяслав княжил в Киеве до своей смерти в ноябре 1154 года. После этого престол попытался занять черниговский князь Изяслав Давыдович, но Вячеслав не пустил его в Киев и призвал другого своего племянника — смоленского князя Ростислава Мстиславича, который также как и Изяслав признал его старшим соправителем. Однако спустя месяц Вячеслав скончался. |
| Ростислав Мстиславич | 1154                  |             | Представитель ветви Мстиславичей—Мономаховичей династии Рюриковичей. Сын Мстислава Великого, брат Изяслава Мстиславича. На протяжении долгого времени был смоленским князем. После смерти его брата Изяслава соправитель последнего Вячеслав Владимирович призвал Ростислава на киевское княжение в качестве соправителя. По прибытии в Киев Ростислав, так же как ранее Изяслав признал Вячеслава старшим соправителем, однако спустя месяц Вячеслав скончался и Ростислав стал единоличным правителем княжества. Практически сразу против него выступили Юрий Долгорукий в союзе с черниговским князем Изяславом Давыдовичем. В битве под Черниговом войска Ростислава были разбиты Изяславом и Ростислав бежал в Смоленск, а Киев был занят Изяславом. |
| Изяслав Давыдович | 1154—1155             |             | Представитель ветви Давыдовичей династии Рюриковичей. Сын черниговского князя Давыда Святославича, внук великого князя киевского Святослава Ярославича (1073—1076). С 1151 года — черниговский князь. После смерти Изяслава Мстиславича в ноябре 1154 года пытался занять киевский престол, но не был пущен в город Вячеславом Владимировичем, который в качестве соправителя себе предпочёл брата Изяслава смоленского князя Ростислава Мстиславича. После смерти Вячеслава разбил Ростислава Мстиславича, вынудив его бежать в Смоленск, а сам занял княжеский престол в Киеве. В Смоленске Ростислав испытал нападение союзника Изяслава ростовского князя Юрия Долгорукого и уклоняясь от битвы с ним, признал его старшинство и права на Киев. При прибытии к Киеву войск Юрия Долгорукого Изяслав без битвы был вынужден уступить город своему союзнику и вернуться в Чернигов. |
| Юрий Долгорукий (в третий раз) | 1155—1157             |             | После смерти Изяслава Мстиславовича и Вячеслава Владимировича выступил через смоленские земли против нового киевского князя Ростислава Мстиславовича. Ещё до встречи с войсками Юрия Ростислав был разбит на юге черниговским князем Изяславом Давыдовичем, который и занял киевский престол. В Смоленске Ростислав, уклоняясь от битвы с Юрием, признал его старшинство и права на Киев. По прибытии Долгорукого к Киеву это сделал и Изяслав Давыдович, который уступил ему киевский престол и вернулся в Чернигов. Княжил в Киеве до свой смерти в 1157 году. Существует версия, что он был отравлен киевскими боярами. |
| Изяслав Давыдович (повторно) | 1157—1158             |             | После смерти Юрия Долгорукого при поддержке киевлян занял великокняжеский престол. В ходе начавшейся очередной междоусобной войны против союза волынского князя Мстислава Изяславича, галицкого князя Ярослава Осмомысла и пересопницкого князя Владимира Андреевича был разбит под Белгородом Мстиславом Изяславичем и бежал из Киева в земли вятячей. |
| Мстислав Изяславич | 1158—1159             |             | Представитель ветви Мстиславичей—Мономаховичей династии Рюриковичей. Сын великого князя киевского Изяслава Мстиславовича (1146—1149; 1150; 1151—1154). Волынский князь с 1157 года. В ходе начавшейся очередной междоусобной войны в союзе с галицким князем Ярославом Осмомыслом и пересопницким князем Владимиром Андреевичем выступил против киевского князя Изяслава Давыдовича, разбил его под Белгородом и занял киевский престол. Пригласил вернуться на княжение в Киев более старшего в роду своего дядю Ростислава Мстиславича и после переговоров уступил ему престол. |
| Ростислав Мстиславич (повторно) | 1159—1161             |             | После поражения Изяслава под Белгородом и бегства из Киева, занявший киевский престол Мстислав Изяславович пригласил его на княжение как более старшего в роду, поставив ряд условий. После непростых переговоров принял предложение и вернулся в Киев. При приближении войск Изяслава к Киеву в 1161 году бежал из города в Белгород. |
| Изяслав Давыдович (в третий раз) | 1161                  |             | После бегства из Киева в землю вятичей в 1159 году был разбит там галицко-волынским отрядом. В ответ вместе с половцами совершил поход в Смоленское княжество, а после того как на его сторону перешли князья северский, курский и вщижский, неудачно осадил Глеба Юрьевича в Переяславле и внезапным ударом захватил Киев, вынудив Ростислава бежать в Белгород. Пока Изяслав в течение месяца осаждал Ростислава в Белгороде к Киеву подошло войско его противников под командованием Мстислава Изяславича, Рюрика Ростиславича, Владимира Андреевича и Василько Юрьевича. Брошенный половцами Изяслав попытался бежать, но был настигнут чёрные клобуками, в состоявшемся сражении смертельно ранен и вскоре скончался. |
| Ростислав Мстиславич (в третий раз) | 1161—1167             |             | После бегства из Киева в течение месяца выдерживал осаду Изяслава в Белгороде. После подхода войска союзных ему князей, отступления и последующей гибели Изяслава, по их приглашению вернулся в Киев. Правил до своей смерти в 1167 году. |
| Владимир Мстиславич | 1167                  |             | Представитель ветви Мстиславичей—Мономаховичей династии Рюриковичей. Сын Мстислава Великого, брат Изяслава Мстиславича и Ростислава Мстиславича. В 1167 году княжил в Треполе. После смерти брата был старшим в роду Мономаховичей. Его короткое правление в 1167 году сомнительно — согласно Лаврентьевской летописи, Софийской первой летописи и Яну Длугошу его практически сразу изгнал из Киева и сам сел на престол Мстислав Изяславич. В Ипатьевской летописи его княжение не упоминается совсем. |
| Мстислав Изяславич (повторно) | 1167—1169             |             | Несмотря на то что после смерти Ростислава Мстиславича наиболее старшим в роде Мономаховичей был Владимир Мстиславич, Мстислав смог заручиться поддержкой других князей, киевлян и чёрных клобуков и занял Киевский престол, сместив своего дядю Владимира и осадив его в Вышгороде. В 1169 году, опасаясь усиления Мстислава в результате проводимой им политики, сын Юрия Долгорукого владимиро-суздальский князь Андрей Боголюбский собрал большое войско во главе со своим сыном Мстиславом, которое взяло Киев штурмом и разграбило его. Мстислав Изяславич был вынужден бежать на Волынь. |
| Андрей Боголюбский был первым князем завладевшим Киевом и, хоть и принявшим титул «великого князя», не ставшим править в нём лично и передавшим его не старшему родственнику, а своему ставленнику, отделив таким образом старшинство от места. Признание старейшинства зависело теперь только от личности того или иного князя, а не прилагалось к его городу. С этого времени Северо-Восточная Русь с центром во Владимире становится одной из наиболее влиятельных русских земель. Номинально Киев всё равно остался старейшим столом и к князьям, когда-либо в течение жизни побывавшем на нём, продолжал прилагаться титул князей «всея Руси», но в последующее время старшие суздальские и волынские князья предпочитали передавать Киев своим второстепенным родственникам, а черниговские и смоленские — чаще правили лично или в соправительстве. |                       |             | |
| Глеб Юрьевич | 1169—1170             |             | Представитель ветви Юрьевичей—Мономаховичей династии Рюриковичей. Сын Юрия Долгорукого, брат Андрея Боголюбского. С 1155 года — переяславский князь. После взятия Киева в 1169 году ростово-суздальским войском был оставлен сыном Андрея Боголюбского Мстиславом княжить в Киеве. В 1170 году Мстислав Изяславович вместе со своим братом Ярославом, галицкими, туровскими, городенскими полками и чёрными клобуками подошёл к Киеву и, воспользовавшись отъездом Глеба в Переяславль, занял город. |
| Мстислав Изяславич (в третий раз) | 1170                  |             | В 1170 году вместе со своим братом Ярославом, галицкими, туровскими, городенскими полками и чёрными клобуками подошёл к Киеву и, воспользовавшись отъездом Глеба в Переяславль, занял город. После взятия Киева вместе с союзниками осадил в Вышгороде союзника Андрея Боголюбского Давыда Ростиславича. В результате неудачной осады Мстислава стали покидать полки союзных ему князей, был вынужден отойти к Золотым воротам в Киеве и встать в оборону. Узнав о переправе через Днепр Глеба Юрьевича с половцами, оставил Киев и ушёл на Волынь, где вскоре умер. |
| Глеб Юрьевич (повторно) | 1170—1171             |             | После занятия Мстиславом Киева собрал в Переяславле войско, включавшее и половцев, и, воспользовавшись неудачной осадой Мстиславом Вышгорода, пошёл на Киев. Мстислав, узнав о переправе войск Глеба через Днепр отступил из города на Волынь. Правил до своей смерти в 1171 году. Существует версия, что он, как и его отец Юрий Долгорукий, был отравлен киевскими боярами. |
| Владимир Мстиславич (повторно) | 1171                  |             | После смерти Глеба Юрьевича был призван своими племянниками Давыдом и Мстиславом Ростиславичами на великое княжение в Киев. Занял Киев тайком от Ярослава Изяславича и от Андрея Боголюбского. Андрей Боголюбский требовал от Владимира покинуть стол великого князя. Не дождавшись насильственного изгнания с великого стола, Владимир умер прокняжив менее трёх месяцев.. |
| Михалко Юрьевич | 1171                  |             | Представитель ветви Юрьевичей—Мономаховичей династии Рюриковичей. Сын великого князя киевского Юрия Долгорукого (1149—1150, 1150—1151, 1155—1157), брат Андрея Боголюбского и великого князя киевского Глеба Юрьевича (1169—1170, 1170—1171). Занял великокняжеский престол после смерти Владимира Мстиславича, но Андрей Боголюбский прислал княжить в Киев смоленского князя Романа Ростиславича. |
| Роман Ростиславич | 1171—1173             |             | Представитель смоленских Ростиславичей (ветвь Мстиславичей—Мономаховичей) династии Рюриковичей. Сын великого князя киевского Ростислава Мстиславича (1154, 1159—1161, 1161—1167). С 1167 года — смоленский князь. Был посажен на киевское княжение Андреем Боголюбским после смерти великих князей киевских Глеба Юрьевича и Владимира Мстиславича в 1171 году. В 1173 году отказался выдать Андрею Боголюбскому бояр, подозреваемых в убийстве князя Глеба Юрьевича, после чего, по требованию разгневанного отказом Андрея, удалился из Киева в Смоленск. |
| Всеволод Большое Гнездо | 1173                  |             | Представитель ветви Юрьевичей—Мономаховичей династии Рюриковичей. Сын великого князя киевского Юрия Долгорукого (1149—1150, 1150—1151, 1155—1157), брат Андрея Боголюбского и великих князей киевских Глеба Юрьевича (1169—1170, 1170—1171) и Михалко Юрьевича (1171, 1173). После изгнания из Киева Романа Ростиславича на киевский престол Андреем Боголюбским был назначен Михалко Юрьевич, но тот в Киев не поехал, направив туда своего брата Всеволода с племянником Ярополком Ростиславичем. Через 5 недель после вокняжения Всеволода изгнанные раннее смоленские Ростиславовичи, братья Романа Ростиславича — Рюрик, Давыд и Мстислав, ночью тайно въехали в Киев и, захватив Всеволода и Ярополка, посадили в Киеве своего брата Рюрика. Из плена Всеволод и Ярополк были или выкуплены братом Михаилом или обменены на галицкого княжича Владимира. Впоследствии, в 1176—1212 годах, княжил во Владимире. Начиная с 1186 года в Лаврентьевской летописи последовательно именуется «великим князем [Владимирским]» — первый из владимирских князей носивший такой титул постоянно.                                                                                               |
| Рюрик Ростиславич | 1173                  |             | Представитель смоленских Ростиславичей (ветвь Мстиславичей—Мономаховичей) династии Рюриковичей. Сын великого князя киевского Ростислава Мстиславича (1154, 1159—1161, 1161—1167), брат великого князя киевского Романа Ростиславича (1171—1173, 1174—1176). С 1167 года княжил в Овруче. Через 5 недель после изгнания из Киева своего брата Романа Ростиславича и вокняжения Всеволода вместе со своими братьями Давыдом и Мстиславом ночью тайно въехал в Киев и, захватив Всеволода и Ярополка, сел в Киеве. Вскоре, при приближении к Киеву войска Андрея Боголюбского под командованием его сына Юрия и воеводы Бориса Жидиславича бежал из города и сел в оборону в Белгороде. |
| Ярослав Изяславич | 1173—1174             |             | Представитель ветви Мстиславичей—Мономаховичей династии Рюриковичей. Сын великого князя киевского Изяслава Мстиславича (1146—1149, 1150, 1151—1154), брат великого князя киевского Мстислава Изяславича (1158—1159, 1167—1169, 1170). С 1157 года княжил в Луцке. После изгнания из Киева Рюрик заперся в Белгороде, Мстислав — в Вышгороде, а Давыд отправился на Волынь просить помощи у Ярослава. Возглавивший к этому моменту по старшинству войско союзников Андрея Боголюбского черниговский князь Святослав Всеволодович осадил Мстислава в Вышгороде, когда к Киеву подошло волынское войско под командованием Ярослава. После переговоров с смоленскими Ростиславовичами и черниговскими Ольговичами Ярослав занял сторону первых, пообещавших ему киевского княжение. В результате войско союзников Андрея Боголюбского было разбито и отступило. Однако, вскоре черниговский князь Святослав Всеволодович внезапно напал на Киев и Ярослав был вынужден бежать обратно в Луцк. |
| Святослав Всеволодович | 1174                  |             | Представитель ветви Ольговичей династии Рюриковичей. Сын великого князя киевского Всеволода Ольговича (1139—1146). С 1164 года княжил в Чернигове. При подходе к Киеву в 1173 году возглавил войско союзников Андрея Боголюбского, изгнавшее Ростиславовичей из Киева и осадившее Мстислава Ростиславича в Вышгороде. После приближении к Киеву волынского войска Ярослава Изяславича и поражения от противников отступил от Киева, но вскоре самостоятельно двинулся к Киеву, изгнал из него Ярослава Изяславича и занял княжеский престол. Однако, вскоре был вынужден покинуть Киев, так как на его вотчину — Черниговское княжество, совершил нападение его двоюродный брат Олег Северский. |
| Ярослав Изяславич (повторно) | 1174                  |             | Узнав, что изгнавший его Святослав покинул город для войны с Олегом Северским, без боя занял Киев. Вскоре после смерти Андрея Боголюбского, узнав о подходе на помощь к Ростиславовичам их брата смоленского князя Романа Ростиславича, добровольно уступил ему Киев, а сам опять удалился в Луцк. Умер до 1180 года. |
| Роман Ростиславич (повторно) | 1174—1176             |             | При подходе к Киеву на подмогу своим братьям Ростиславовичам княжеский престол был ему добровольно уступлен Ярославом Изяславичем. После поражения от половцев по вине его брата Давыда Ростиславича отказался наказать его по требованию черниговского князя Святослава Всеволодовича. В ответ братья Святослава Ярослав и Олег перешли Днепр, склонили на свою сторону трипольского князя Мстислава Владимировича. Узнав об это Роман покинул Киев и переехал в Белгород. |
| Святослав Всеволодович (повторно) | 1176—1181             |             | После поражения от половцев по вине брата киевского князя Давыда Ростиславича потребовал от Романа Ростиславича наказать виновника, и после отказа отправил своих братьев за Днепр, где они принудили перейти на их сторону трипольского князя Мстислава Владимировича. Узнав об это Роман покинул Киев и переехал в Белгород, а Святослав повторно занял киевский княжеский престол, однако княжество вокруг Киева остались в руках Ростиславовичей. В 1180 году, после стычки с Давыдом Ростиславовичем, опасаясь за свою безопасность в Киеве и намереваясь собрать войско для изгнания Ростиславовичей с киевской земли выехал в Чернигов. |
| Рюрик Ростиславич (повторно) | 1181                  |             | В 1180 году, после стычки с Давыдом Ростиславовичем, опасаясь за свою безопасность в Киеве и намереваясь собрать войско для изгнания Ростиславовичей с киевской земли Святослав Всеволодович выехал в Чернигов и Рюрик занял город. После своего северного похода Святослав двинулся на Киев. При его приближении Рюрик покинул город и ушёл в Белгород. |
| Святослав Всеволодович (в третий раз) | 1181—1194             |             | После своего северного похода двинулся на Киев. При его приближении Рюрик ушёл в Белгород и Святослав без боя занял город. Правил до своей смерти в 1194 году. |
| Рюрик Ростиславич (в третий раз) | 1194—1202             |             | Занял киевский престол после смерти Святослава Всеволодовича с согласия великого князя владимирского Всеволода Большое Гнездо (1176—1212) В 1196 году из-за уделов в Поросье Всеволод спровоцировал ссору Рюрика и волынского князя Романа Мстсилавовича. В ходе многолетней распри, в 1202 году Роману удалось собрать против Рюрика большое войско, включавшее чёрных клобуков. При подходе его войска к Киеву горожане открыли ворота, и он занял Подол. После переговоров Рюрик покинул Киев и уехал в Овруч. |
| Роман Мстиславич | 1202                  |             | Представитель ветви Мстиславичей—Мономаховичей династии Рюриковичей. Сын великого князя киевского Мстислава Изяславича (1158—1159, 1167—1169, 1170). Князь волынский (1170—1187, 1188—1199), галицкий (1188), с 1199 года — первый галицко-волынский князь. В ходе многолетней распри с Рюриком в 1202 году Роман занял Подол и вынудил Рюрика после переговоров покинуть Киев. Однако, сам княжить в Киеве не остался, посадив на киевский престол своего племянника луцкого князя Ингваря Ярославича. Близкая Всеволоду Большое Гнездо, чьё старшинство признавал Рюрик, Лаврентьевская летопись сообщает, что Ингваря посадили на княжение Всеволод и Роман. С 1201 по 1205 год Роман фактически сажал своих ставленников на киевский стол (в отличие от Андрея Боголюбского в аналогичной ситуации 30-летней давности, он лично приходил для этого в Киевское княжество). Несмотря на то, что он не правил в Киеве, современниками он воспринимался как киевский князь. В Ипатьевской летописи он включён в перечень киевских князей (между Рюриком и Мстиславом Романовичем) Галицко-волынский летописец титулует его «самодержцем всея Руси» и называет «(царём) всей Руской земли». |
| Ингварь Ярославич | 1202—1203             |             | Представитель ветви Мстиславичей—Мономаховичей династии Рюриковичей. Сын великого князя киевского Ярослава Изяславича (1173—1174, 1174). Князь луцкий с 1180 года. Был посажен на престол в Киеве своим дядей князем Романом Галицким после изгнания Рюрика. Уже 2 января 1203 года Рюрик Ростиславич в союзе с Ольговичами и половцами взял Киев, подвергнув его разграблению. Роль Ингваря в этих событиях не освещается источниками — возможно, он бежал из города ещё до начала осады. |
| Рюрик Ростиславич (в четвёртый раз) | 1203—1204             |             | 2 января 1203 года Рюрик Ростиславич в союзе с Ольговичами и половцами взял Киев, подвергнув его разграблению, но уже в феврале Роман Галицкий осадил Рюрика в Овруче. В результате был заключён мир, по которому Рюрик вернулся в Киев ценой отречения от Ольговичей и половцев и признания старшинства не только Всеволода Большое Гнездо, но и детей его, то есть отказавшись от старшинства в роде и после смерти Всеволода. В 1203 году Рюрик принял участие в большом походе южнорусских князей на половцев, организованном Романом Галицким. На обратном пути Роман и Рюрик с сыновьями остановились в Треполе и начали переговоры о распределении волостей, но к соглашению не пришли. В ходе переговоров Роман арестовал Рюрика и его сыновей. Рюрика он постриг в монахи, а его двух сыновей увёл как пленников в Галич, но после переговоров с Всеволодом Большое Гнездо отпустил их, при этом старший, Ростислав Рюрикович, женатый на дочери Всеволода Большое Гнездо, стал киевским князем. |
| Ростислав Рюрикович | 1204—1205             |             | Представитель смоленских Ростиславичей (ветвь Мстиславичей—Мономаховичей) династии Рюриковичей. Сын великого князя киевского Рюрика Ростиславича (1173, 1181, 1194—1202, 1202—1203, 1205—1206, 1207—1210). С 1195 года княжил в Торческе. В 1204 году во время переговоров в Треполе с Романом Галичским был схвачен вместе со своим отцом великим князем киевским Рюриком Ростиславовичем. Был увезён в качестве пленника в Галич, но после переговоров Романа с тестем Ростислава Всеволодом Большое Гнездо, был освобождён и посажен в Киеве на место постриженного в монахи своего отца. В июне 1205 года Роман Галичский был убит в бою во время своего похода в Польшу. Узнав об этом отец Ростислава Рюрик скинул монашескую рясу и объявил себя великим князем киевским взамен своего сына. |
| Рюрик Ростиславич (в пятый раз) | 1205—1206             |             | После известия о гибели Романа Галичского в июне 1205 года скинул монашескую рясу и объявил себя киевским князем взамен своего сына. В 1206 году Киев занял черниговский князь Всеволод Святославич Чермный, а Рюрик в очередной раз уехал в Овручь. |
| Всеволод Чермный | 1206                  |             | Представитель ветви Ольговичей династии Рюриковичей. Сын великого князя киевского Святослава Всеволодовича (1174, 1176—1181, 1181—1194). С 1202 года княжил в Чернигове. Занял Киев в 1206 году. Но в том же году Рюрик, соединясь с сыновьями и племянниками, выгнал Ольговичей из Киева. |
| Рюрик Ростиславич (в шестой раз) | 1206—1207             |             | Объединившись в Овруче со своими сыновьями и племянниками, выгнал Всеволода из Киева. Всеволод Чермный явился зимою с братьями и половцами добывать Киева, стоял под ним три недели, но не мог взять и ушёл назад ни с чем. В 1207 году Всеволод Чермный, соединившись со Святополчичами Туровскими и Владимиром Игоревичем Галицким, приступил к Киеву и Рюрик вновь бежал в Овруч. |
| Всеволод Чермный (повторно) | 1207                  |             | В 1207 году, соединившись со Святополчичами Туровскими и Владимиром Игоревичем Галицким, приступил к Киеву и Рюрик вновь бежал в Овруч. В том же году Рюрик внезапно явился к Киеву и выгнал из него Чермного. |
| Рюрик Ростиславич (в седьмой раз) | 1207—1210             |             | Осенью 1207 года внезапно явился к Киеву и выгнал из него Чермного. В ходе переговоров в 1210 году при посредничестве Всеволода Большое Гнездо уступил Киев Всеволоду Чермному, а сам перешёл в Чернигов, где умер спустя два года. |
| Всеволод Чермный (в третий раз) | 1210—1212 (1210—1214) |             | В ходе переговоров в 1210 году при посредничестве Всеволода Большое Гнездо получил Киев, уступив Рюрику Ростиславовичу свою вотчину Чернигов. После смерти Рюрика Ростиславича на черниговском княжении в 1212 (или 1214) году и Всеволода Большое Гнездо попытался лишить смоленских князей уделов в Южной Руси, но они обратились за помощью к новгородскому князю Мстиславу Удатному, которой двинулся на юг и взял Вышгород, после чего Всеволод Чермный сам покинул Киев и уехал в Чернигов. Мстислав вначале, на короткое время посадил в Киеве Ингваря Ярославовича, а после заключения мира с черниговцами — Мстислава Старого. |
| Ингварь Ярославич (повторно) | 1212 (1214)           |             | После изгнания Всеволода из Киева был на короткое время посажен в Киеве Мстиславом Удатным, но после заключения мира с черниговцами, уехал обратно в Луцк, а киевский престол занял Мстислав Романович Старый. |
| Мстислав Романович Старый | 1212—1223 (1214—1223) |             | Представитель смоленских Ростиславичей (ветвь Мстиславичей—Мономаховичей) династии Рюриковичей. Сын великого князя киевского Романа Ростиславича (1171—1173, 1174—1176). С 1197 года княжил в Смоленске. После изгнания Всеволода из Киева и короткого правления Ингваря Ярославовича был посажен на киевский престол Мстиславом Удатным. В 1223 году, через 3 дня после поражения в битве на Калке, был захвачен монголами в плен и убит. |
| Владимир Рюрикович | 1223—1235             |             | Представитель смоленских Ростиславичей (ветвь Мстиславичей—Мономаховичей) династии Рюриковичей. Сын великого князя киевского Рюрика Ростиславича (1173, 1181, 1194—1202, 1202—1203, 1205—1206, 1207—1210), брат великого князя киевского Ростислава Рюриковича (1204—1205). С 1219 года княжил в Овруче. Занял киевское княжение после гибели Мстислава Старого. В ходе междоусобицы в Южной Руси в 1235 году вместе с Даниилом Галицким осадил Чернигов, но был разбит под Торческом, отступил в Киев, но был в нём взят в плен к половцам и лишился киевского княжения в пользу Изяслава. |
| Изяслав (Мстиславич или Владимирович) | 1235—1236             |             | В ранних летописях (Ипатьевской и Новгородской первой) назван без отчества, в Лаврентьевской вовсе не упоминается. Назван Изяславом Мстиславичем в Новгородской четвёртой, Софийской первой и Московско-академической летописях. В Тверской летописи он назван сыном Мстислава Романовича Храброго (при этом в Никоновской и Воскресенской — внуком Романа Ростиславича), но такого князя не было (в Воскресенской — назван сыном Мстислава Старого). Согласно современным учёным, это либо Изяслав Владимирович, сын Владимира Игоревича и внук главного героя «Слова о полу Игореве» Игоря Святославича, либо сын Мстислава Удатного. После поражения в Торческом бою и попадания в плен к половцами Владимир Рюрикович отказался от киевского княжения в пользу Изяслава. В 1236 году, освободившийся из плена, Владимир Рюрикович и Даниил Галицкий по согласованию с великим князем владимирским Юрием Всеволодовичем призвали на помощь новгородского князя Ярослава Всеволодовича. Заняв Киев, Ярослав начал княжить в нём самостоятельно. |
| Ярослав Всеволодович | 1236—1238             |             | Представитель ветви Юрьевичей—Мономаховичей династии Рюриковичей. Сын великого князя киевского (1173) и великого князя владимирского (1176—1212) Всеволода Большое Гнездо, брат великих князей владимирских Юрия Всеволодовича (1212—1216, 1218—1238), Константина Всеволодовича (1216—1218) и Святослава Всеволодовича (1246—1248). В 1236 году освободившийся из плена Владимир Рюрикович и Даниил Галицкий по согласованию с великим князем владимирским Юрием Всеволодовичем призвали на помощь новгородского князя Ярослава Всеволодовича. Заняв Киев и изгнав из него Изяслава, Ярослав начал княжить в нём самостоятельно. В 1238 году, после гибели своего брата великого князя владимирского Юрия Всеволодовича в битве на Сите в ходе монгольского завоевания Руси, покинул Киев и переехал на княжение во Владимир. |
| Михаил Всеволодович | 1238—1240             |             | Представитель ветви Ольговичей династии Рюриковичей. Сын великого князя киевского Всеволода Чермного (1206, 1207, 1210—1212). С 1223 года княжил в Чернигове. Занял Киев после отъезда Ярослава Всеволодовича на княжение во Владимир. Весной 1240 года под Киевом появились монгольские войска под руководством Менгу. Михаил бежал из Киева «перед татары» сначала в Венгрию, потом в Силезию и в 1241 году оказался в Кракове |
| Ростислав Мстиславич | 1240                  |             | Представитель смоленских Ростиславичей (ветвь Мстиславичей—Мономаховичей) династии Рюриковичей. Сын смоленского князя Мстислава Давыдовича. По другой версии, сын великого князя киевского Мстислава Старого (1212—1223). Княжил в Смоленске в 1230—1232 годах. Занял Киев после бегства Михаила Всеволодовича в Венгрию, но вскоре Даниил Галицкий «явился с войском в Киев, завладел городом, полонил Ростислава и увез его с собою» |
| Даниил Галицкий | 1240                  |             | Представитель ветви Мстиславичей—Мономаховичей династии Рюриковичей. Сын великого князя киевского Романа Галицкого (1202). Князь галичский и волынский. В начале 1240 года принадлежавшие до бегства Михаилу Черниговскому Галич и Киев занял Даниил, посадивший там своих наместников. Однако в конце года Даниил, ещё до взятия монголами Киева тоже бежал вместе с семьёй сначала в Венгрию, а потом в Польшу. |
| В декабре 1240 года Киев был взят штурмом и разорен монгольскими войсками. Было установлено прямое управление Киевской землей монгольской администрацией. В Киеве до передачи его Ярославу Всеволодовичу в 1243 году располагался глава монгольской администрации — даругачин . |                       |             | |
| Монгольский наместник - даругачин --------- Михаил Всеволодович (номинально, повторно) | 1241—1243             |             | После завершения монголами боевых действий на территории русских земель бежавшие князья начали возвращаться и пытаться восстановить свою власть в «отчинах». Согласно договору между Даниилом Галицким и Михаилом Даниил признал власть Михаила над Киевом. Вернувшийся в Киев Михаил жил не в городе, а «подъ Киевомъ во островѣ» из-за находящегося в Киеве даругачина. В 1243 году Михаил Черниговский получил требование прибыть к Батыю после чего бежал в Венгрию. |
| После монголо-татарского нашествия русские земли потеряли суверенитет и попали в вассальную зависимость от Монгольской империи. Теперь решение кто будет правителем принималось в Орде и юридически оформлялось выдачей ярлыка на княжение. Ярлык выдавался при собственном вступлении князя на престол либо воцарении нового хана. |                       |             | |
| Ярослав Всеволодович (повторно) | 1243—1246             |             | С 1238 года — великий князь владимирский. Зимой 1242—1243 года одновременно трём главным русским князьям — великому князю владимирскому Ярославу Всеволодичу, князю владимиро-волынскому и галицкому Даниилу Романовичу, князю черниговскому Михаилу Всеволодовичу было направлено требование явиться к Батыю с личным визитом. Каждый из них до этого владел номинальной столицей Киевом. Вопрос стоял о признании вассальной зависимости, и в случае, если бы оно состоялось — кого из них утвердить киевским князем и, соответственно, главным среди русских князей. Даниил и Михаил уклонились от визита, а Ярослав в 1243 году отправился к Батыю и получил «старейшинство» среди всех русских князей Правил до своей смерти в 1246 году. |
| Святослав Всеволодович | 1246—1249             |             | В начале 1246 года к Батыю вновь отправился Ярослав Всеволодич с братьями Святославом и Иваном. Оттуда он был послан в Каракорум для участия в церемонии возведения на великоханский престол Гуюка. 30 сентября 1246 года Ярослав Всеволодич умер. После смерти Ярослава Всеволодича великим князем киевским стал его брат Святослав. |
| Александр Невский | 1249—1263             |             | Представитель ветви Юрьевичей—Мономаховичей династии Рюриковичей. Сын великого князя киевского (1236—1238, 1243—1246) и великого князя владимирского (1238—1246) Ярослава Всеволодовича. После смерти Ярослава Всеволодича великим князем киевским стал его брат Святослав. Но старшие сыновья Ярослава Александр и Андрей с этим не согласились и отправились к Батыю, а от него в Каракорум. Здесь в 1249 году Александр получил «Кыевъ и всю Русьскую землю», то есть номинальное старшинство среди всех русских князей, а Андрей – владимирский стол. Правил до своей смерти в 1263 году. |
| Ярослав Ярославич (сомнительно) | 1263—1272             |             | Представитель ветви Юрьевичей—Мономаховичей династии Рюриковичей. Сын великого князя киевского (1236—1238, 1243—1246) и великого князя владимирского (1238—1246) Ярослава Всеволодовича, брат великого князя киевского (1249—1263) и великого князя владимирского (1252—1263) Александра Невского. В поздней Густынской летописи назван князем киевским, но обычно это известие признаётся недостоверным. |

### Комментарии
1. ↑  Вопрос отцовства Святополка неоднозначен. Есть косвенные данные, что его отцом являлся Ярополк Святославич
2. ↑  Причастность Святополка к смерти Бориса и Глеба на данный момент оспаривается. Косвенные данные свидетельствуют, что в смерти братьев был виновен Ярослав Владимирович (Мудрый)
3. ↑  Сел в Киеве 22 декабря 6667 (1158) года по Ипатьевской и Воскресенской летописям (ПСРЛ, т. II, стб. 502, т. VII, стр. 70), зимой 6666 года по Лаврентьевской летописи, по Никоновской летописи 22 августа 6666 года (ПСРЛ, т. IX, стр. 213), изгнав оттуда Изяслава, но затем уступил его Ростиславу Мстиславичу (ПСРЛ, т. I, стб. 348)
4. ↑  Некоторые историки на этом основании называют Всеволода Большое Гнездо и Ярополка Ростиславича соправителями
5. ↑  Под 1180 годом Ипатьевская летопись упоминает уже сыновей Ярослава Всеволода и Ингваря, в связи с чем историки обычно датируют смерть Ярослава 1180 годом.
6. ↑  Роман постриг Рюрика в монахи в 6713 году по Лаврентьевской летописи (ПСРЛ, т. I, стб. 420) (в Новгородской первой младшего извода и Троицкой летописях зима 6711 года (ПСРЛ, т. III, с. 240; Троицкая летопись. С. 286), в Софийской первой летописи 6712 год (ПСРЛ, т. VI, вып. 1, стб. 260).
7. ↑  В Лаврентьевской летописи, являющейся основным источником по событиям, события 1203—1205 годов помещены под единой датой 6711, в связи с чем этот зимний поход и последующие события часто относят к 1203 г. См. Бережков Н. Г. Хронология русского летописания. М. 1963. С. 87 (комментарий к статье 6711 года Лаврентьевской летописи).
8. ↑  В Большой российской энциклопедии в списке правителей России под 1204 годом после Рюрика и перед его сыном Ростиславом фигурирует Ингварь Ярославич.
9. 1 2 3  Возможно, Всеволод был изгнан из Киева Мстиславом Удатным осенью 1214 года (в Новгородских первой и четвёртой летописях, а также Никоновской это событие описано под 6722 годом (ПСРЛ, т. III, стр. 53; т. IV, с. 185, т. X, с. 67), в Софийской первой летописи явно ошибочно под 6703 годом и вторично под 6723 годом (ПСРЛ, т. VI, вып. 1, стб. 250, 263), в Тверской летописи дважды — под 6720 и 6722, в Воскресенской летописи под 6720 годом (ПСРЛ, т. VII, стр. 118, 235, т. XV, стб. 312, 314). Данные внутрилетописной реконструкции говорят за 1214 год, например, 1 февраля мартовского 6722 (1215) года было воскресеньем, как и указано в Новгородской первой летописи, а в Ипатьевской летописи Всеволод указан как киевский князь под 6719 годом (ПСРЛ, т. II, стб. 729), что в её хронологии соответствует 1214 году (Майоров А. В. Галицко-Волынская Русь. СПб, 2001. С. 411). Однако по Н. Г. Бережкову, основывающемуся на сравнении данных Новгородских летописей с ливонскими хрониками, это 1212 год.
10. ↑  Его краткое правление после изгнания Всеволода упомянуто в Воскресенской летописи (ПСРЛ, т. VII, с. 118, 235).
11. 1 2  Существует и другие точки зрения на эти события. Согласно одной из них (Н. М. Карамзин), Владимир Рюрикович после освобождения из плена самостоятельно изгнал из Киева Изяслава и уже потом уступил Киев Ярославу. Согласно другой (Киевский синопсис), Владимир освободился из плена гораздо позже и вернувшись в Киев изгнал Ярослава из Киева.
12. ↑  Краткий список князей в начале Ипатьевской летописи помещает после Ярослава Владимира Рюриковича (ПСРЛ, т. II, стб. 2), но это, возможно, ошибка.